# Quensel-Gletscher
Der Quensel-Gletscher ist ein kleiner Gletscher am östlichen Ausläufer Südgeorgiens. Er fließt ist südöstlicher Richtung zur Cooper Bay.
Das UK Antarctic Place-Names Committee benannte ihn 1977 nach dem schwedischen Geologen Percy Dudgeon Quensel (1881–1966), der 1909 gemeinsam mit Carl Johan Fredrik Skottsberg Südgeorgien besucht hatte.